# Keting (Sekaran)
Keting is een bestuurslaag in het regentschap Lamongan van de provincie Oost-Java, Indonesië. Keting telt 582 inwoners (volkstelling 2010).